# Jean Galle
Jean Galle (Calais, 17 marzo 1936 – 29 settembre 2023) è stato un cestista e allenatore di pallacanestro francese.
Era il fratello maggiore di un altro cestista, Pierre Galle.

## Palmarès

### Allenatore
- Campionato francese: 2

AS Berck: 1972-73, 1973-74

### Individuale
- Miglior allenatore della LNB Pro A: 1

Cholet: 1987-1988